# 卡盧馬縣
卡盧馬縣（西班牙語：Cantón Caluma），是厄瓜多爾的縣份，位於該國中部，由玻利瓦省負責管轄，距離瓜蘭達62公里，面積176.54平方公里，2010年人口13,129，人口密度每平方公里74人。
1°38′S 79°15′W / 1.633°S 79.250°W